# Lutzomyia peresi
Lutzomyia peresi är en tvåvingeart som först beskrevs av Mangabeira Fo O. 1942.  Lutzomyia peresi ingår i släktet Lutzomyia och familjen fjärilsmyggor. Inga underarter finns listade i Catalogue of Life.